# Sevgein

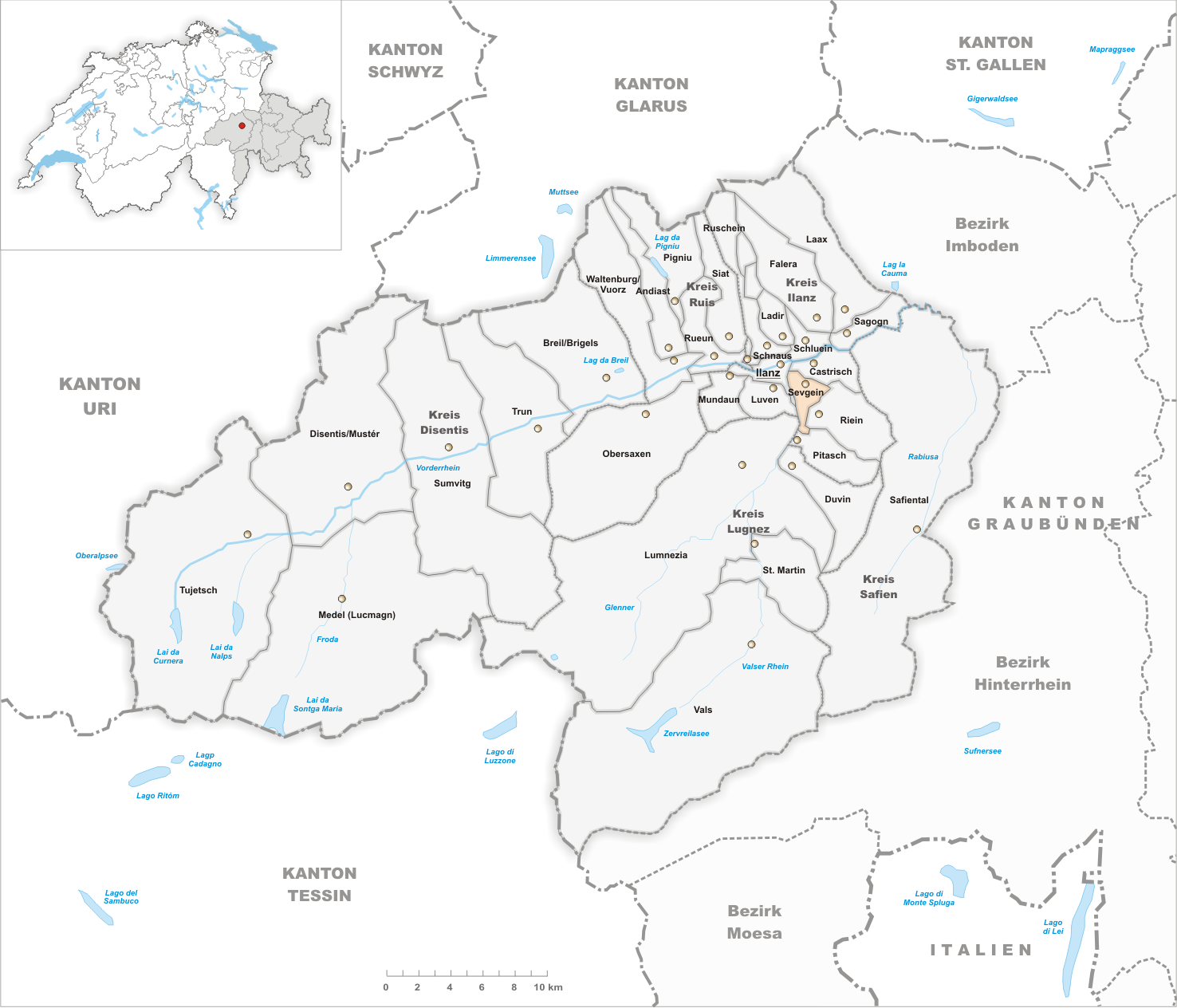
Gemeindestand vor der Fusion am 1. Januar 2014

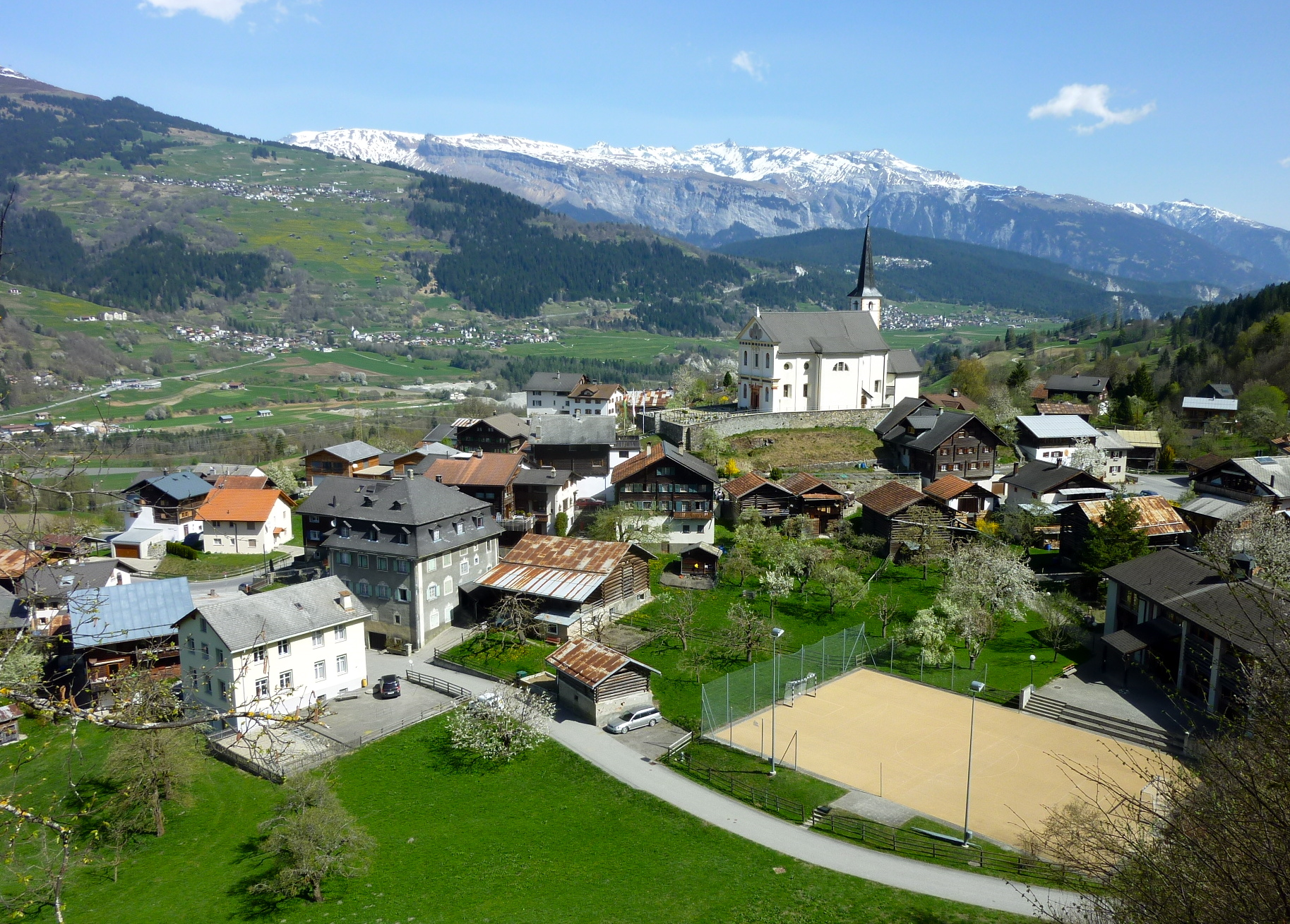
Blick auf Sevgein

Sevgein ([sɛvˈɟɛɪ̯n]ⓘ, deutsch und bis 1943 offiziell Seewis im Oberland) ist eine Fraktion der Gemeinde Ilanz/Glion im Schweizer Kanton Graubünden. Bis Ende 2013 bildete sie eine eigenständige politische Gemeinde.

## Geographie
Sevgein liegt im Kreis Gruob südöstlich von Ilanz auf einer Hangterrasse südlich über dem Vorderrheintal am Ausgang des Lugnez. Die westliche Gemeindegrenze bildete der Glenner.
Zur Gemeinde Sevgein gehörten nebst dem Dorf die Weiler Curschetta (870–880 m ü. M.), Isla nahe bei Ilanz, die Streusiedlung Darpinaus sowie etliche Einzelgehöfte. Im Osten erreicht die Gemeinde am Westabhang des Cauma (2240 m) ihren höchsten Punkt auf 1540 m. Vom gesamten Gemeindegebiet von 460 ha waren 237 ha von Wald und Gehölz bedeckt. Weitere 182 ha wurden landwirtschaftlich genutzt. Im Gegensatz zu zahlreichen Gemeinden handelt es sich nur zu einem kleinen Teil um Maiensässe. Vom restlichen Gemeindeareal waren 24 ha Siedlungsfläche und 17 ha unproduktive Fläche (meist Gebirge).
Oberhalb des Dorfes steht die Wallfahrtskapelle Sontga Fossa.

## Geschichte
Sevgein ist in alten Dokumenten als Sifis, Sivis, Syfis, Syffis belegt. Der Ortsname ist von einer Grundform sequienos abzuleiten, dem Namen eines zu den Sequanern gehörenden keltischen Volksstamms, der aus der Provinz Maxima Sequanorum nach Rätien gewandert war. Die eigentliche Bedeutung des Namens ist nicht bekannt. Der Name Savognin ist gleicher Herkunft.
Der Ort wurde um 840 als Souiene erstmals erwähnt.
Unter der Kirche wurden Funde aus der bronzezeitlichen Crestaulta-Kultur und aus römischen Zeit entdeckt. Die Hügelnamen Purnal/Parnaul und das aus castellum abgeleitete Chischlatsch über dem Dorf deuten auf alte Volksburgen hin. Um 840 wurde ein karolingisches Königsgut nachgewiesen. Neben freien Bauern verfügten im 14. Jahrhundert die Freiherren von Montalt über umfangreichen Besitz. Ihre Stammburg Casti lag am alten Weg von Sevgein nach Pitasch. Abgaben und Flurnamen belegen den im Spätmittelalter vorherrschenden Ackerbau neben der Viehwirtschaft. In der Reformationszeit blieb Sevgein mehrheitlich beim alten Glauben, löste sich 1575 kirchlich von Castrisch, das zur Reformation übergetreten war und wurde 1647 zur Pfarrei St. Thomas erhoben. Die kunstgeschichtlich bedeutende Barockkirche von 1694 ist die fünfte Anlage, die sich seit dem 8. Jahrhundert an diesem Ort befindet.
Im Spätmittelalter gehörte Sevgein zur Herrschaft Laax, von der es sich 1518 löste. Danach bildete es bis 1850 mit Laax ein Gericht. 1851 bis 2000 zählte Sevgein zum Bezirk Glenner. 1976 zeichnete es der Europarat für seine vorzügliche Ortsplanung und Denkmalpflege aus. Zu Beginn des 21. Jahrhunderts bildeten Viehwirtschaft und Gewerbe noch die wichtigsten Erwerbsquellen der mehrheitlich rätoromanischen Gemeinde. 1997 bis 2010 wurde eine Gesamtmelioration durchgeführt.
Am 1. Januar 2014 fusionierte Sevgein mit den damaligen Gemeinden Castrisch, Duvin, Ilanz, Ladir, Luven, Pigniu, Pitasch, Riein, Rueun, Ruschein, Schnaus, Siat zur neuen Gemeinde Ilanz/Glion.

## Wappen
| Wappen von Sevgein | Blasonierung: «In Blau ein geschliffenes silbernes Volutenkreuz (Ankerkreuz mit eingerollten Enden)» |
| Wappen von Sevgein | Das Wappenbild ist die Abwandlung des Motivs einer Seewiser Wappenscheibe, durch Wechsel der Schildfarbe von Rot zu Blau. Die Kombination Blau-Silber steht für die Freien von Laax, mit denen Sevgein im Gericht der Freien ob dem Flimserwald verbunden war. |

## Bevölkerung
| Bevölkerungsentwicklung | Bevölkerungsentwicklung | Bevölkerungsentwicklung | Bevölkerungsentwicklung | Bevölkerungsentwicklung | Bevölkerungsentwicklung | Bevölkerungsentwicklung | Bevölkerungsentwicklung |
| ----------------------- | ----------------------- | ----------------------- | ----------------------- | ----------------------- | ----------------------- | ----------------------- | ----------------------- |
| Jahr                    | 1850                    | 1900                    | 1950                    | 1970                    | 2000                    | 2004                    | 2013                    |
| Einwohner               | 173                     | 179                     | 210                     | 151                     | 207                     | 211                     | 197                     |

Von den 213 mehrheitlich katholischen Bewohnern waren 211 Schweizer Staatsangehörige (Ende 2004). Es wird Sursilvan gesprochen.

## Sehenswürdigkeiten

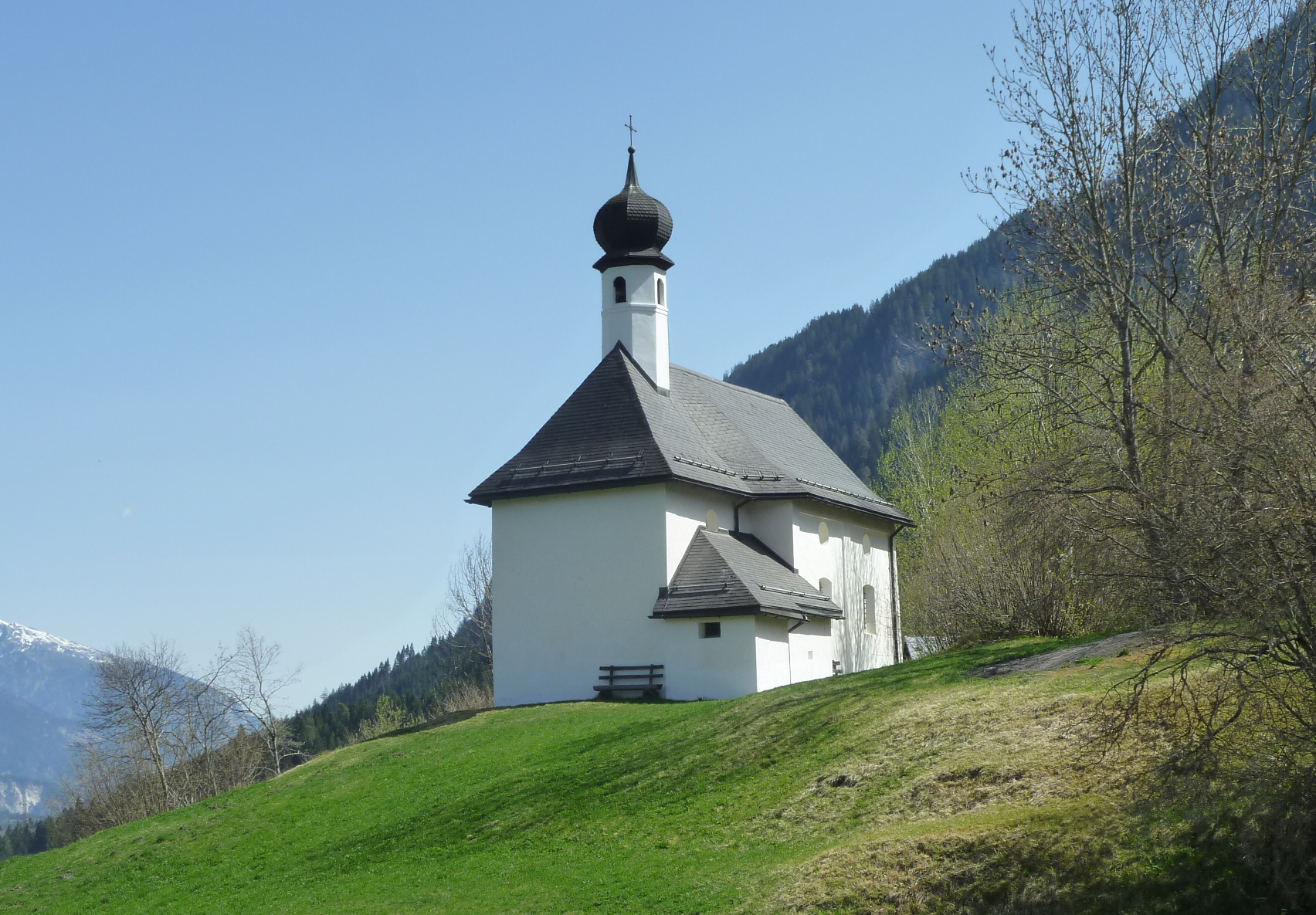
Wallfahrtskapelle Sontga Fossa

- Wallfahrtskapelle Sontga Fossa (Wallfahrtskapelle zum heiligen Grab).
- Katholische Pfarrkirche Sankt Thomas[4]